# Ажурне випилювання
Ажурне випилювання — 1) один з видів декоративно-прикладного мистецтва, випилювання лобзиком, яке належить до прорізного різьблення, виконаного на тонких дощечках, фанері. 2) спосіб оздоблення виробів шляхом випилювання отворів різної форми.

## Історія виникнення ажурного випилювання
Розвиток ажурного випилювання пов'язане із спільним розвитком українського та російського мистецтва та архітектури. Древніх пам'ятників даного виду мистецтва збереглося небагато, їх вивчають по літописах, літературних джерелах, зображеннях в живописі тощо.
У мистецтві древніх слов'ян, що селилися з першого тисячоліття н. е. на берегах Дніпра, Волги, Дону, озера Ільмень представлено ажурне випилювання з дерева. На стінах слов'янських святилищ зображували людей, птахів, тварин. Язичницькі релігійні уявлення древніх слов'ян зумовили широке використання, особливо в декоративно-прикладному мистецтві, міфологічних образотворчих мотивів (фантастичні звіри, жіночі фігури поряд з кіньми та ін.). Існували різні способи художньої обробки деревини, але найпоширенішою була різьба. Різьбу по дереву використовували і в інших ремеслах. Так при прикрашенні тканини способом набивки, ручним друкуванням фарбою по тканині, використовували менери — дерев'яної дошки з вирізаним узором. Керамічні плитки з рельєфним узором виготовлювали за допомогою дерев'яних форм. Дерев'яні «друковані» дошки використовували для приготування печева.
Майстри художнього обробітку деревини мали велику фантазію, чудовим знанням матеріалу, відчуття прекрасного, що і дозволяло їм в кожній своїй роботі — від величавого храму до дерев'яної ложки — створювати шедеври мистецтва.

## Технологія ажурного випилювання
Ажурне випилювання лобзиком виконують на тонких дощечках або фанері. Завдяки простій технології випилювання та невисоким витратам на інструменти та обладнання вид мистецтва користується популярністю.
Перед випилюванням спочатку треба підготувати матеріал. Фанера повинна бути сухою, рівною, однорідною за кольором, без тріщин і сучків. Поверхню треба зачистити наждачним папером і змахнути пил. Поверхню листа фанери чи тоненької дощечки треба прошліфувати дрібнозернистою шкуркою i навести контури малюнка. Якщо є потреба випилювати кілька однакових малюнків, то можна кілька фанерних дощечок покласти одна на одну, збити тоненькими цвяшками, на верхній нанести малюнок i по ньому випилювати.
Лобзиком працюють на спеціальному столику-підставці, закріпленому до робочого столу струбциною. Фанеру з нанесеним малюнком кладуть на підставку, і підтримують лівою рукою. У праву руку беруть лобзик і, приставивши пилочку до фанери, починають пиляти. Пилочка рухається точно по лінії контурів. Під час випилювання стежать, щоб пилочка рухалась рівномірно і перпендикулярно до площини зі швидкістю приблизно 60-80 подвійних рухів на хвилину. Пиляти лобзиком необхідно повільно і рівномірно. При випилюванні кутів краще пиляти у двох напрямках.
Для випилювання по внутрішньому контуру в заготовці роблять отвір шилом, вставляють у цей отвір верхній кінець пилки, а потім закріплюють його в рамці лобзика. Випилявши внутрішні контури, підкручують верхню гайку, звільняють кінець пилки і виймають її. Потім знову закріплюють і розпочинають випилювати зовнішній контур.
Коли випилювання закінчено, виріб зачищають стамесками i наждачним папером. Якщо виріб складається з кількох деталей, то їх з'єднують клеєм або шурупами. Остаточна обробка виробів з фанери, випиляних лобзиком, закінчується лакуванням, поліруванням i ін.ді випалюванням.
Для вирізування з фанери виробів чи їх деталей по колових лініях користуються кругорізом. Різак закріплюється гвинтом, що проходить через торець бруска. Рухається він навколо стальної загостреної на кінці осі, на яку зверху насаджено грибкоподібну ручку, а знизу зроблено різь i загвинчено гайку для закріплення її в бруску.
Для прямолінійного різання фанери використовують ножівки, та легше різати її ножем під лінійку так, як ріжуть картон.

### Матеріали
- Деревина, з якої виготовляють фанеру — основний матеріал для випилювання. Для виготовлення виробів із використанням ажурного випилювання використовують переважно тонку фанеру — в 3 — 5 шарів.
- Лущений шпон виготовляють на спеціальному лущильному верстаті. Щоб надати деревині більшої пластичності, колоду пропарюють чи проварюють.
- Пиляна фанера утворюється від розпилювання колоди на тонкі пластини.
- Клеєну фанеру виготовляють, склеюючи кілька листів шпону. Для склеювання беруть непарне число листів шпону: три, п'ять, сім i т. д.

У школі використовують переважно тонку фанеру, у три-п'ять шарів.

### Інструменти для випилювання
Для ажурного випилювання використовують лобзики. Лобзик — це пилка, ширина полотна якої дорівнює 1—2 мм. Рамка лобзика являє собою дугу, яка виготовлена з дерева або металу. На кінцях дуги є затискні пристрої для регулювання натягу полотна.
Для створення ажурного випилювання потрібні також:
- підставна дощечка у вигляді ластівчиного хвоста розміром 100×200 мм, завтовшки 15 — 20 мм;
- струбцинка дерев'яна або металева, до якої прикріплюється підставна дощечка для закріплення на кришці робочого стола;
- шила для просвердлювання в фанері отворів, крізь які просовуються пилочки або дрилі з свердлами;
- кілька напилків i рашпіль для оброблювання виробів;
- плоскогубці, молотки.
- лінійка, кутник, циркуль, олівець, канцелярські кнопки, наждачний папір;
- ножівка, дриль;
- клей, лак, пензлики.

## Правила якісного випилювання
Ажурне випилювання вимагає знання прийомів роботи, гарного окоміру, твердої руки, вміння читати креслення, схеми, навичок малювання, охайності. Навчитися випилювати не так вже й складно — досвід приходить з часом.
Працюючи лобзиком, треба додержувати таких правил:
- Заготовка в процесі випилювання повинна бути нерухомою, не можна допускати, щоб вона вібрувала.
- Під час виконання роботи сидіти прямо.
- Лобзик тримати перпендикулярно до фанери.
- Пиляти требарівномірно, виконуючи рухи вверх-вниз.

Якщо у виріб, над яким працюєш, додати щось своє, внести доповнення, змінити конструкцію або малюнок, додати фантазію, то такий виріб буде оригінальним.